# مارجاريتا خيل رويسيت
مارجا خيل رويسيت (لاس روثاس دي مدريد، 3 مارس 1908 – لاس روثاس دي مدريد، 28 يوليو 1932) كانت نحاتة ورسامة وشاعرة إسبانية تنتمي إلى جيل الـ27. تعتبر طفلة معجزة حيث نالت إعجاب المثقفين في عصرها. توفيت في سن مبكرة، لذلك فإن أعمالها المتنوعة قليلة. ألهمت رسوماتها الكاتب والرسام أنطوان دو سانت-إكسوبيري في عمله الأمير الصغير ، حيث تعرف عليها من خلال زياراته المتكررة إلى إسبانيا.
تنتمي إلى عائلة من النساء الفنانات. كانت شقيقتها الكاتبة كونسويلو خيل رويسيت (1905-1995)، وعمتها الرسامة ماريا رويسيت موسكيرا (1882-1921)، وابنة عمها الرسامة ماريسا رويسيت فيلاسكو، وابنة أختها الشاعرة والمصورة مارجا كلارك.

## سيرتها الذاتية
وُلدت خيل رويسيت في لاس روثاس دي مدريد، ضمن منطقة مدريد الحضرية، عام 1908. كانت ابنة المهندس العسكري خوليان خيل كليمنتي والمرأة المثقفة سيسيليا مارجو رويسيت موسكيرا. حرص والداها على أن تتلقى ابنتهما تعليماً كاملاً قدر الإمكان، أقرب إلى التعليم الذي كان يتلقاه الصبيان في ذلك الوقت، وليس التعليم الذي كان يُقدَّم للفتيات. كانت ولادتها معقدة، وتوقع الأطباء وفاتها المبكرة، لكن والدتها رفضت أن تموت ابنتها الثانية، وتمكنت من إنقاذها. لاحقًا، وُلد شقيقاها بيدرو (1910) وخوليان (1915).
نشأت هي وشقيقتها كونسويلو، التي تكبرها بثلاث سنوات، في بيئة مثقفة. تلقتا تعليمهما في المنزل تحت إشراف والدتهما، مارغو رويسيت، التي غرست فيهما تذوق الفن. شجعتهما على تأليف القصص وحرصت على تثقيفهما والتحدث بأربع لغات و السفر وزيارة المتاحف وحضور حفلات الموسيقى الكلاسيكية.
"كانت خيل رويسيت طفلة معجزة. في سن السابعة، أظهرت قدرة استثنائية على الرسم. يعود إلى هذه الفترة أقدم عمل محفوظ لها، وهو قصة كتبتها ورسمتها لوالدتها. تجلّت هذه الموهبة بوضوح عند نشر قصة لشقيقتها عام 1920 بعنوان "الطفل الذهبي"، التي زينتها برسوماتها المتقنة."
في عام 1923، في باريس، نشرت الشقيقتان قصة أخرى بعنوان "روز دي بوا". كانت مارغا تبلغ من العمر 15 عامًا آنذاك، وقد وصلت بالفعل إلى مستوى عالٍ من الإتقان الفني. في ذلك الوقت، قامت بتغيير جذري وبدأت تكرس نفسها للنحت. كانت والدتها تسعى دائمًا لتوفير الأفضل لبناتها، واتباعًا لهذا النهج، أخذتها إلى فيكتوريو ماتشو، النحات الإسباني والرائد في النحت الإسباني المعاصر، لكنه رفض تعليمها خوفًا من إفساد موهبتها. لذلك، كانت مارغا ذاتية التعلم تمامًا. ووفقاً لكلمات خوسيه فرانسيس، كَنحّاتة "مارجا هي".
في عام 1929، كتب الناقد الفني خوسيه فرانسيس مقالًا في مجلة "لا إسفيرا" يدافع فيه عن أعمال مارجا خيل رويسيت النحتية. في عام 1930، عندما كانت في الثانية والعشرين من عمرها، قدّمت منحوتة بعنوان "آدم وحواء" في المعرض الوطني للفنون الجميلة. كانت هذه المنحوتة قريبة في توجهها من أعمال النحات إيفان ميستروفيتش والتعبيرية الأوروبية، وحققت نجاحًا ملحوظًا. نتيجة لذلك، أجرت معها الكاتبة روزا أرسينييغا مقابلة نُشرت في مجلة "كرونيكا". في عام 1931، شاركت في المعرض السنوي لـ"سيركل دي بيلاس آرتس" وفي المسابقة الوطنية للنحت. كما عرضت كتبها ورسوماتها في المعرض الدولي لكتاب الفن، الذي نظمته الجمعية الدولية لكتاب الفن الفرنسي في قصر بيتي باليه في باريس.

## علاقتها مع خوان رامون خيمينيث ووفاتها
كانت مارجا وشقيقتها كونسويلو من المعجبات بالكاتبة ثينوبيا كامبروبي، المعروفة بترجمتها لأعمال الشاعر البنغالي رابندرانات طاغور وزوجة الشاعر خوان رامون خيمينيث. في عام 1932، خلال حفل أوبرا، قدمت النمساوية أولغا باور-بيلتسكا مارجا إلى الزوجين، فوقعت في حب الشاعر. كما قررت على الفور نحت تمثال نصفي لكامبروبي.
اجتمعت عدة عوامل، مثل قلة الثقة، صِغر سنها، وحبها المندفع والمستحيل لخوان رامون خيمينيث، مما جعلها تعيسة، فقررت الإنتحار. يوم الخميس 28 يوليو في السادسة مساءً، أطلقت النار على رأسها وكانت تبلغ 24 عامًا. قبل ذلك بقليل، أعطت لخوان رامون خيمينيث ملفًا أصفر، وطلبت منه ألا يقرأه في تلك اللحظة. داخل الملف، وجد خوان رامون يومياتها، حيث اعترفت له بحبها.
وكان اخر ما كتبته في يومياتها:
"... الأمر هو أنني... لم أعد أريد العيش بدونك... لا... لم أعد أستطيع العيش بدونك... أنت، بما أنك تستطيع العيش من دوني... يجب أن تعيش من دوني...حبي لا نهائي... الموت لا نهائي... البحر لا نهائي... الوحدة لا نهائية... أنا معهم... معك!... غدًا، أنت تعلم... أنا... مع اللانهاية... الاثنين، ليلًا. لكن في الموت، لم يعد هناك ما يفصلني عنك... سوى الموت... سوى الموت، وحيدًا... وها هو الآن... الحياة أقرب بكثير بهذه الطريقة... الموت... كم أحبك."
كما تركت رسائل لأختها ، ووالديها، وزينوبيا كامبروبي.لقد حطمت وفاتها ثلاث أجيال من عائلتها (والديها، وإخوتها، وأبناء إخوتها).
في عام 1933، نُشر كتاب أغانٍ بعد وفاتها، تضمن نصوصًا بالفرنسية والإسبانية كتبته أختها كونسويلو، وموسيقى من تأليف زوج أختها خوسيه ماريا فرانكو، وثلاثة رسوم من أعمالها، يُفترض أن إحداها تم تقليدها في الأمير الصغير لأنطوان دو سانت-إكسوبيري.
أثار هذاالحدث إعجاب خوان رامون خيمينيث، فأهدى إليها عدة قصائد، وخصص للكاتبةإحدى السيرالأدبية التي تضمنها كتابه "إسبان العوالم الثلاثة".

## أعمالها
وفقًا لنوريا كابديبيلا-أرجوييس، "تثير مسيرتها الإعجاب بسبب التنوع الفني (من الورق، والألوان المائية، والحبر إلى الخشب، والجص، والجرانيت) وأسلوبها (من الحداثة إلى الطليعية) خلال فترة قصيرة جدًا. في ما يزيد قليلًا عن عشر سنوات، أي أقل من نصف حياتها القصيرة، أظهرت مهارتها كرسامة، مستخدمةً الحبر الصيني والألوان المائية على الورق. بعد ذلك، أتقنت تقنية الصبّ في الجص والبرونز، لتصل لاحقاً لبراعة مذهلة في نحت الخشب، حيث استخدمت، في أواخر حياتها، المطرقة والإزميل على الحجر والجرانيت."
بفضل نحتها، قُبلت مارجا خيل، التي تعلمت ذاتياً، في المعارض الوطنية للفنون الجميلة في عامي 1930 و1932. كان أفضل أعمالها النحتية تمثال ثينوبيا كامبروبي النصفي.في مجال الرسم ، جمعت بين الحداثة والرمزية، وكانت ترسم القصص التي كتبتها كونسويلو خيل رويسيت دي فرانكو، شقيقتها. تُعدّ على الأرجح أحد أكثر الأمثلة قسوةً وتفردًا في التعبيرية الإسبانية.
في يونيو 1930، تم إجراء مقابلة معها بفضل بروز منحوتتها "آدم وحواء" في المعرض الوطني للفنون الجميلة. كانت مارجا خيل رويسيت تشرح طريقتها في العمل قائلة: "أنا أحاول دائمًا أن أعمل على منحوتاتي من الداخل إلى الخارج. أي أنني أسعى إلى نحت الأفكار أكثر من الأشخاص. قد لا تكون أعمالي كلاسيكية جدًا من حيث الشكل، لكنها تحمل على الأقل جهدًا لإبراز جوهرها الداخلي." 
قبل انتحارها، حاولت مارجا خيل تدمير جميع أعمالها، لكن في عام 2001، تمكنت دائرة الفنون الجميلة في مدريد، من خلال معرض وعدة مقالات صحفية (ABC Cultural 1997)، من إستعادة ما تبقى من منحوتاتها، والتي كانت الأكثر تضررًا بسبب إندفاعها لتدميرها، إضافة إلى لوحاتها بالألوان المائية ورسوماتها بالحبر الصيني.كما ساهمت مؤسسة خوان رامون خيمينيث في الحفاظ على أعمالها من خلال إفتتاح معرض لمنحوتاتها في بيت المتحف في موجير. مثل
- رسوم لكتاب "الطفل الذهبي" - 1920.
- رسوم لكتاب "وردة الغابة" - 1923.
- الأمومة - 1929.[17]
- الفتاة التي تبتسم.
- مدى الحياة.
- آدم وحواء - 1930.[17][18]
- مجموعة -1932 .
- شينوبيا كامبروبي - 1932.[17]
- رسوم لكتاب "أغاني الأطفال" بقلم كونسويلو خیل رويسيت موسیقی خوسيه ماريا. فرانکو، مدرید دار نشر سينيو، 1932[17]
- اليوميات التي تركتها لخوان رامون خيمينيث نُشرت عام 2015.[19]

في عام 2019، عُرضت أعمالها ضمن معرض "رسامات: رائدات في فن الرسم " في متحف ABC. في عام 2022، وقدّم معرض "لاس سينسومبريرو"، الذي نُظم في مسرح فرناندو غوميث في مدريد، عدة منحوتات لمارجا خيل رويسيت تعود لعائلتها.

## شكر وتقدير
في عام 2017، كرّم مجلس بلدة لاس روثاس، حيث أنهت مارجا خيل رويسيت حياتها، ذكراها من خلال منحها لقب "ابنة بالتبني للبلدة" وإطلاق اسمها على مكتبة لاس ماتاس.